# Lotte World

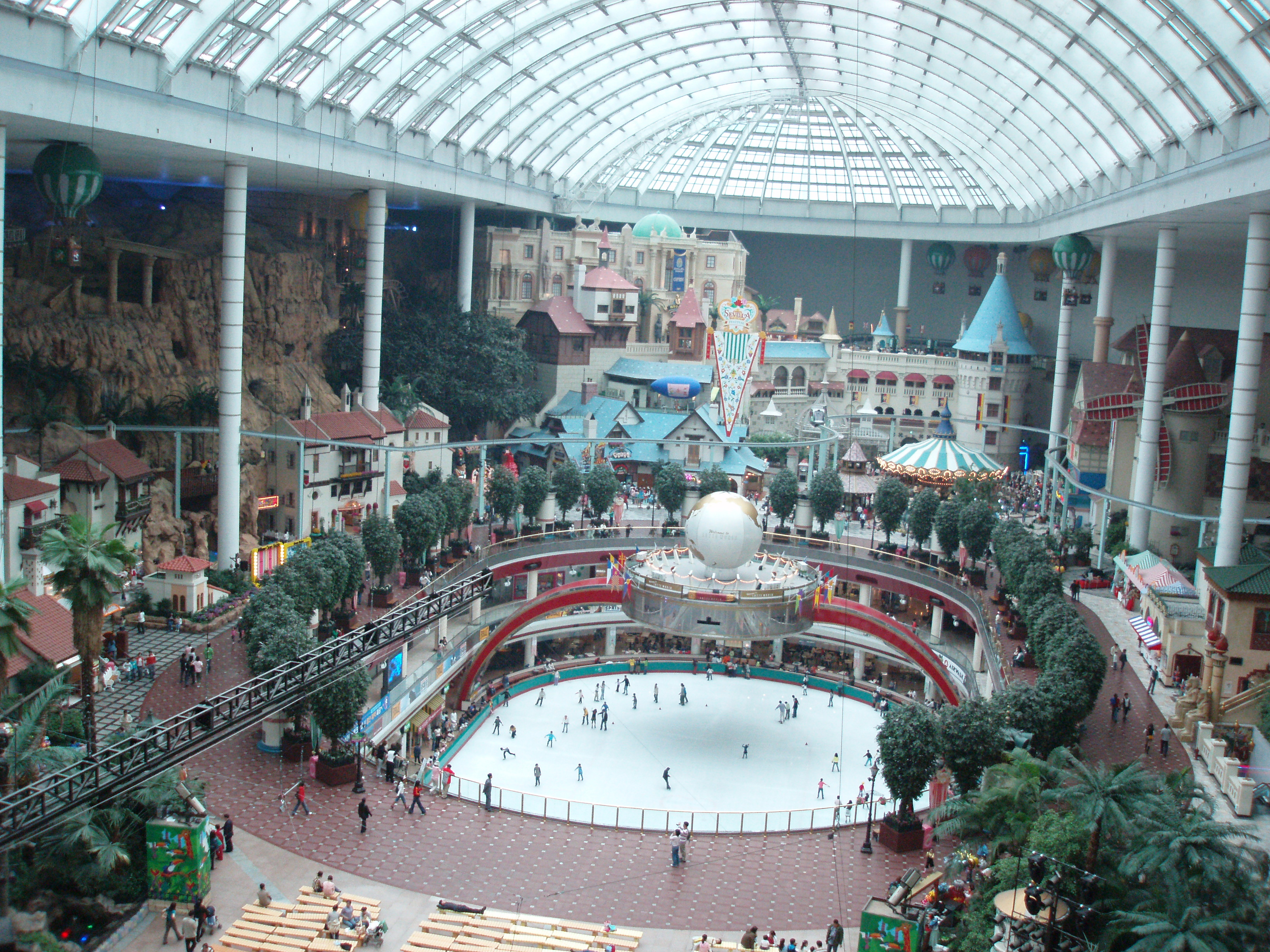
Lotte World

Lotte World è un grande complesso ricreativo di Seul in Corea del Sud.
Comprende il più grande  parco a tema al chiuso, un parco all'aperto chiamato "Magic Island" (l'isola magica), un'isola artificiale in un lago collegata da una monorotaia, un centro commerciale, un hotel di lusso, un museo di cultura tradizionale coreano, strutture sportive e cinema.
Ha aperto il 12 luglio 1989 e riceve 7,3 milioni di spettatori all'anno.

## Attrazioni

### Adventure 1F: Underland
- The Adventures of Sindbad
- The Conquistador
- Flume Ride
- Camelot Carrousel
- Giant Loop
- Drunken Basket
- 3D Desperados
- Lotty's Kidstoria
- Treeble's Hopper
- Kids Bumper Cars
- Swing Pang Pang
- Boong Boong Car
- Brother Moon & Sister Sun
- Lotty Train
- Eureka
- Jumping Fish
- Do you speak Beluga?

### Adventure 2F
- French Revolution
- Bumper Car

### Adventure 3F
- Jungle Adventure
- World Monorail
- Folk Museum

### Adventure 4F
- Pharaoh's Fury
- Aeronauts Balloon Ride
- Dynamic Theatre
- Animal Theatre

### Magic Island

Castello di Lotte World a Magic Island

- Gyro Drop
- Gyro Swing
- Comet Express
- Ghost House
- Bungee Drop
- Swing Tree
- World Monorail
- Gyro Spin
- dick swing

## Cultura di massa
Lotte World è uno dei diversi luoghi in cui è stato girata la telenovela coreana Cheon-gug-ui gyedan.
È stato utilizzato anche per il video musicale degli H.O.T per il loro singolo “Candy”.